# Kamla Jaan
Kamla Jaan (Sagar, 1954 – Sagar 14 de novembro de 2019) foi uma militante pelos direitos humanos e política transexual indiana que ganhou notoriedade internacional ao vencer em 2000 as eleições para prefeitura de Katni, cidade no estado indiano de Madhya Pradesh, e se tornar a primeira transgênero prefeita da história da Índia.
Kamla fez parte da casta de indianos chamados «hijra», que são centenas de milhares no país, geralmente transgêneros castrados, conhecidos também como hijras. Em matéria sobre a vitória da primeira prefeita transgênero da história da Índia o jornal estadunidense The New York Times publicou:
Como fatos inusitados às vezes acabam por acontecer, os eleitores se sentiram compelidos com a candidatura teatralizada de Kamla Jaan. 'Por que não um eunuco?', eles se indagaram. (…) esses páreas sociais vivem em comunidades segregadas e são incapazes de ter filhos. Eles não têm herdeiros e portanto são menos propensos a roubar. 'Sem carro nem casa, Kamla pertence a todos!', foi um dos slogans de sua campanha.
A lei imprecisa desse estado define alguns eunucos como homens e outros como mulheres, e um juiz local, junto com alguns opositores, declarou que Kamla Jaan era homem, o que a afastou do cargo em agosto de 2002, provocando protestos por presumivelmente ter sido estratégia política para derrubar a prefeita.